# Петко Васиљевић
Петко Васиљевић (1780-1809) био је водећи бимбаша Тимочког округа током Првог српског устанка.
Међу добровољцима који су стигли у Београд да се прикључе Карадордеовој револуцији била су и два брата Петко и Нина Васиљевић.
Дошли су из свог родног села Заграчани у Старој Србији, које је донедавно припадало књажевачком округу, а у то време је припадало округу Црна Река.
Када је Хајдук Вељко отишао у Црну Реку да подстакне народ на устанак против Турака, Петко и Нина су му се радо придружили. Обојица су били лојални Вељку, а Вељко је узвратио уздизањем Петка у турски војни чин мајора, бимбашије, а Нина је добио место градоначелника, кнеза општине и Тимочког округа.
У окршају код Белиграћа приликом јуриша на град, Петко је погинуо, а његов брат Нина је одмах заузео његово место да предводи људе.